# Monte Giberto
Monte Giberto – miejscowość i gmina we Włoszech, w regionie Marche, w prowincji Fermo.
Według danych na styczeń 2009 gminę zamieszkiwały 833 osoby przy gęstości zaludnienia 65,7 os./km².